# 7-ма військова база (РФ)
7-ма Краснодарська Червоного Прапора орденів Кутузова і Червоної Зірки військова база (в/ч 09332) — база Збройних сил РФ. Розташована у Абхазії, на окупованій території Грузії. З'єднання перебуває у складі 49-ї загальновійськової армії Південного військового округу.

## Історія
7-ма російська військова база сформована з підрозділів 131-ї мотострілецької бригади. У 2008 році була розгорнута біля міста Гудаута, що знаходиться на окупованих територіях Грузії, у Абхазії.

### Війна на сході України
Артилерійські підрозділи 7-ї військової бази неодноразово фіксувалися поблизу державного кордону України. У вересні 2014 року щонайменше один розрахунок САУ «Акації» військової частини був помічений під селом Єкатеринівка Матвієво-Курганського району Ростовської області РФ, у кількох кілометрах від державного кордону. Восени 2014 року підрозділи реактивної артилерії РСЗВ «Град» 7-ї бази перебували вже у прикордонних місцевостях Куйбишевського району. Пізніше команда ІнформНапалму встановила імена 21-го військовослужбовця з цих фотографій.
У січні 2015 року військовослужбовці 2-го мотострілецького батальйону 7-ї військової бази були представлені до орденів за бойові заслуги.
Імена 7 військових розвідників, що брали участь у боях в Україні серпня-вересня 2014 року, були оприлюднені у грудні 2016 року.
Деякі військовослужбовці бази, що повернулися з кордону з Україною, на початку 2015 року звинуватили керівництво у незаконному укладенні контрактів із ними. Деталі і причину перебування на кордоні з Україною вони відмовилися розповісти журналістам, посилаючись на договір про нерозголошення. Командування погрожує їм відкриттям кримінальної справи за статтею про дезертирство.
Імена 4-х військовослужбовців зі складу розвідувального батальйону 7-ї військової бази, що брали участь у боях 2015 року на Донбасі, були оприлюднені у грудні 2016 року.
Станом на липень 2016 року, поряд з українським кордоном у ростовській області Росії було дислоковано батальйонно-тактичну групу 7-ї військової бази, створену на основі 2-го батальйону. Загальна чисельність військовослужбовців у групі — 418 осіб, 130 з яких перебували у той час у лавах армійських корпусів Росії на окупованій території України.

## Структура
На 2015 рік:
- Управління
- Чотири мотострілецьких батальйони
- Стрілецька рота снайперів
- Танковий батальйон
- Два самохідно-артилерійських дивізіони + одна батарея буксированих гаубиць
- Реактивний артилерійський дивізіон
- Протитанковий артилерійський дивізіон
- Зенітний ракетний дивізіон і зенітний ракетно-артилерійський дивізіон (входять до т. зв. Групи зенітних дивізіонів 7-ї в/бази)
- Розвідувальний батальйон
- Рота БПЛА
- Інженерно-саперний батальйон
- Рота РХБЗ
- Батальйон управління (зв’язку)
- Рота РЕБ
- Батарея управління та артилерійської розвідки (начальника артилерії)
- Взвод управління та радіолокаційної розвідки (начальника протиповітряної оборони)
- Взвод управління (начальника розвідувального відділення)
- Ремонтно-відновлювальний батальйон
- Батальйон матеріального забезпечення
- Комендантська рота
- Медична рота
- Взвод інструкторів
- Взвод тренажерів
- Полігон
- Оркестр

Крім цього, згідно з «угодою між Російською Федерацією та т. зв. Республікою Абхазією про Об’єднане угруповання військ (сил) Збройних Сил Російської Федерації та Збройних Сил Республіки Абхазія», підписаною у Москві 21 листопада 2015 року, від т. зв. збройних сил Абхазії 7-й ВБ додано два окремих мотострілецьких батальйони, артилерійська та авіаційна групи, а також окремий загін спеціального призначення.

## Озброєння
На 2015 рік:
- Танки Т-90А та Т-72Б3 —  41 од. (за іншими даними – 51 од.)
- Бронетранспортери БТР-82АМ та БТР-80 — 156 од.
- Багатоцільові легкоброньовані тягачі БТ-ЛБ — 15 од.
- РСЗВ БМ-21 «Град» — 18 од.
- 152 мм САУ 2С3М «Акація» 36 од.
- 122 мм Гаубиці Д-30 — 6 од.
- 120 мм міномети 2С12 «Сани» 18 од.
- 100 мм протитанкові гармати МТ-12 «Рапіра» — 12 од.
- Самохідних ПТРК 9П149 «Штурм-С» — 12 од.
- Бронемашини типу БРДМ-2 — 4 од.
- ЗРК 9А33БМ2(3) «Оса» — 12 од.
- БМ 9А34(35) «Стріла-10» — 6 од.
- ЗСУ 2С6М «Тунгуска» — 6 од.
- ПЗРК 9К38 «Ігла» — 27 од.

На озброєнні в/бази стоять пускові установки ЗРК С-300ПМ — 16 од.

## Втрати
Відомі втрати військовослужбовців 7-ї військової бази:

## Галерея

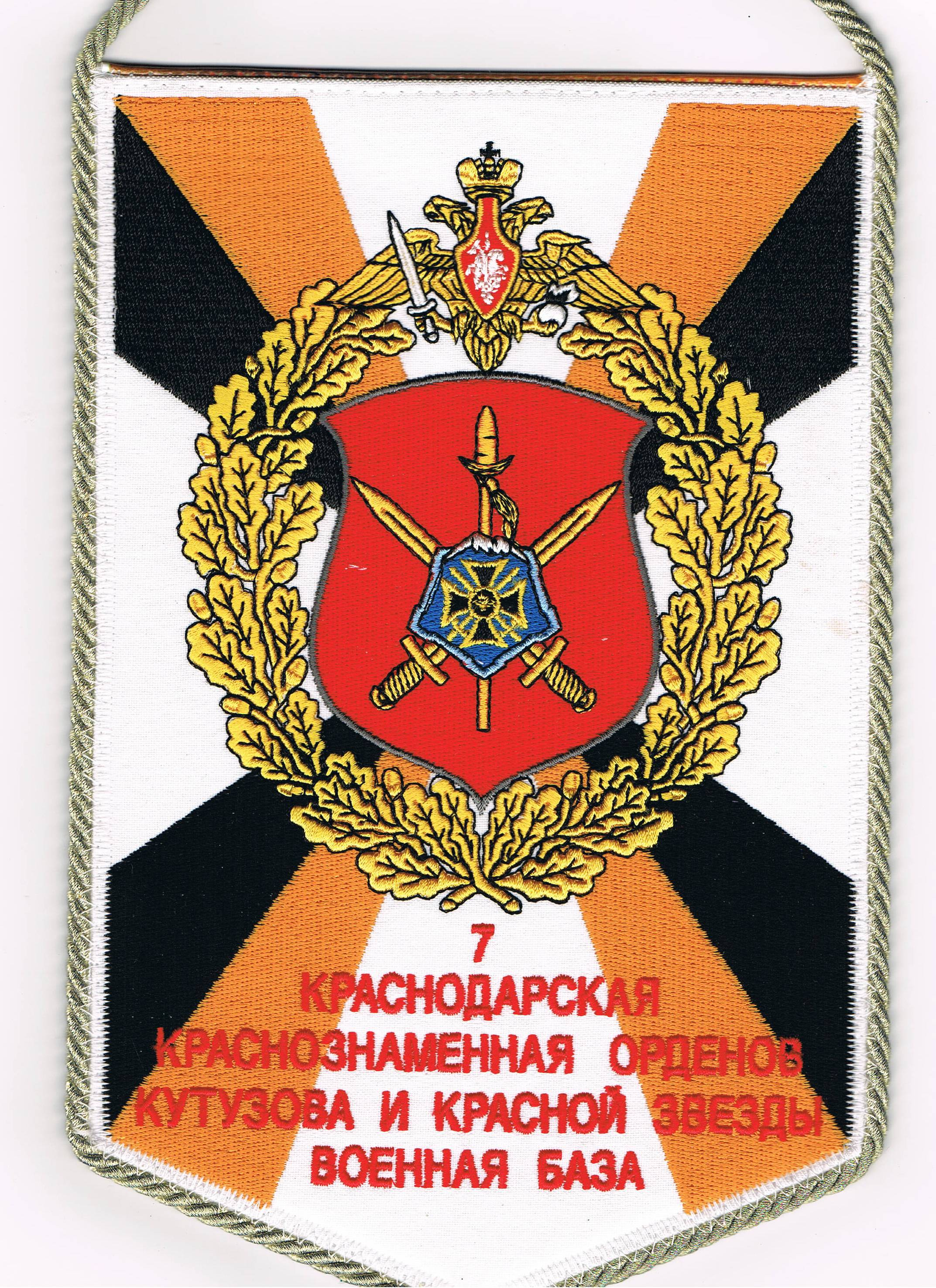
Вимпел 7-ї військової бази